# Kenneth Mapp

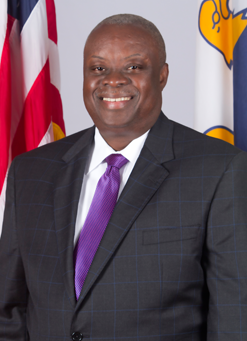
Kenneth Mapp (2015)

Kenneth Ezra Mapp (* 2. November 1955 in Brooklyn, New York City) ist ein US-amerikanischer Politiker. Von 2015 bis 2019 war er Gouverneur der Amerikanischen Jungferninseln.

## Werdegang
Das genaue Geburtsdatum von Kenneth Mapp wird in den Quellen nicht angegeben. Im Jahr 1961 kam er nach Saint Croix auf den Amerikanischen Jungferninseln, wo er von seiner Großmutter mütterlicherseits großgezogen wurde. Später besuchte er das New York City College of Technology und die University of the Virgin Islands. Im Jahr 1999 entschloss er sich zu einem Studium an der Harvard Kennedy School. Beruflich wurde er im Polizeidienst tätig. Bereits seit 1972 war er bei der Polizei in New York City tätig. Später setzte er diese Tätigkeit auf den Jungferninseln fort. Dort wurde er zum Präsidenten der Polizeiorganisation Patrolmen's Benevolent Association gewählt.
Politisch schloss sich Mapp der Republikanischen Partei an, die er im Jahr 2001 verließ. Seither ist er parteipolitisch unabhängig. Auch schon vor dem Jahr 2001 hatte er für einige politische Ämter als Unabhängiger kandidiert. Im Jahr 1982 wurde er in den Senat der Jungferninseln gewählt, in den er zwei Mal wiedergewählt wurde. Zwischen 1995 und 1999 war er dort Vizegouverneur unter Gouverneur Roy L. Schneider. Im Jahr 2002 wurde er als Virgin Island's Public Finance Authority's Director of Finance and Administration Finanzminister seiner Heimat. In den Jahren 2006 und 2010 bewarb er sich jeweils erfolglos um das Amt des Gouverneurs. 2014 kandidierte er erneut. Im ersten Wahlgang verfehlte er die notwendige absolute Stimmenmehrheit; daher fand am 18. November 2014 eine Stichwahl statt. Dabei setzte sich Mapp mit 64 Prozent der Stimmen gegen die Kongressdelegierte Donna Christian-Christensen von der Demokratischen Partei durch. Am 5. Januar 2015 trat er sein neues Amt als Nachfolger von John de Jongh an.